# Eugeniusz Dobaczewski

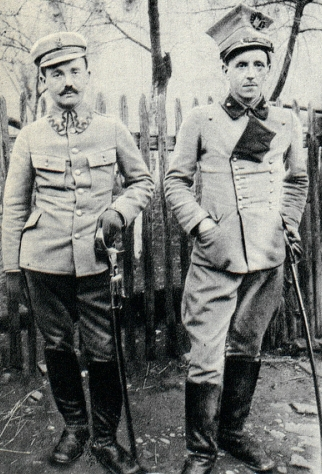
W czasie służby w Legionach (z lewej)

Eugeniusz Dobaczewski (ur. 7 lutego 1886 w Wierzbicy Pańskiej, zm. 1 września lub 11 listopada 1940 w Działdowie) – uczestnik walk o niepodległość Polski w 1 pułku piechoty Legionów Józefa Piłsudskiego, lekarz okulista, podpułkownik lekarz Wojska Polskiego, senator Rzeczypospolitej Polskiej, kawaler Orderu Virtuti Militari.

## Życiorys
Syn Tomasza i Marii z Golasińskich. W 1908 wstąpił do Związku Walki Czynnej, a następnie do Związku Strzeleckiego i PPS-Frakcji Rewolucyjnej. Od 1913 studiował nauki medyczne na Uniwersytecie Lwowskim, po roku przeniósł się na Wydział Lekarski na Uniwersytecie Jagiellońskim. Po kilku miesiącach przerwał studia i zgłosił się do Legionów Polskich, służąc w szeregach I Brygady 25 marca 1915 wyruszył do Wilna aby stworzyć tam okręg. W 1917 w związku z nagonką bolszewicką opuścił Wileńszczyznę i przeniósł się do Płocka, gdzie został komendantem okręgu.
W 1918 powrócił na uczelnię i w 1922 złożył dyplom z okulistyki. Następnie powrócił wraz z rodziną do Wilna, był wiceprezesem Klubu Lekarzy Polskich, członkiem Międzynarodowego Związku Okulistów i Towarzystwa Przyjaciół Nauk. Pełnił funkcję sekretarza działającej w parlamencie Grupy Wileńskiej. W czerwcu 1934 został przeniesiony z Dowództwa Obszaru Warownego „Wilno” do Szpitala Obszaru Warownego „Wilno” na stanowisko komendanta.
W 1935 został wybrany zastępcą senatora w województwie wileńskim. Po śmierci Adama Piłsudskiego został senatorem Rzeczypospolitej IV kadencji. 4 lutego 1936 złożył ślubowanie. W latach 1938–1939 został senatorem V kadencji.
Został aresztowany 16 maja 1940 i uwięziony, początkowo w więzieniu w Wilnie, a następnie przetransportowany do Tylży. Stamtąd prawdopodobnie skierowany do obozu w Działdowie, gdzie został zamordowany przez hitlerowców.
Od 30 kwietnia 1916 był mężem Wandy Dobaczewskiej (córki Konrada Bolesława Niedziałkowskiego, siostry Mieczysława Niedziałkowskiego), z którą mieli syna Tadeusza i córkę Hannę (zginęła w ZSRR w czasie II wojny światowej).

## Ordery i odznaczenia
- Krzyż Srebrny Orderu Wojskowego Virtuti Militari nr 7556 – 17 maja 1922[4][5]
- Krzyż Niepodległości z Mieczami (9 stycznia 1932)[6]
- Złoty Krzyż Zasługi (10 listopada 1928)[7]
- Odznaka „Za wierną służbę”